# سن-لویی، کبک
سن-لویی (به فرانسوی: Saint-Louis) شهری در منطقه شهری له ماسکوتن ناحیه مونترژی در استان کبک کانادا است. در سرشماری سال ۲۰۱۱ این شهر ۷۵۲ نفر جمعیت داشته‌است و مساحت آن ۴۵٫۹۲ کیلومتر مربع است.